# Любовники моей жены
«Любовники моей жены» (англ. My Wife’s Lovers) — картина австрийского художника Карла Калера (1855—1906), созданная в 1891—1893 годах по заказу американской миллионерши Кейт Бёрдселл Джонсон (1833—1893). Предположительно, название было дано её супругом, Робертом Джонсоном — хотя он и умер в Париже в 1889 году, ещё до начала работы над картиной.
Картина, на которой изображены 42 кошки в масштабе больше натурального, является самым большим полотном с изображением этих животных — её размер 180 × 260 см, общий вес — 103 килограмма. 
Это полотно являлось крупнейшей по размерам картиной, изображающей кошек (по версии журнала «Cat Magazine»), до создания в 2022 году художницей Еленой Гришаевой картины «Суперкотизм», в следующем году выставлявшейся в галерее Эрарта в Санкт-Петербурге. 
В центре композиции Карла Келера изображён кот Султан, купленный Джонсон за 3 тысячи долларов во время поездки в Париж.
В своём летнем имении «Буэна-Виста» возле Сономы Джонсон держала различных птиц, а также 350 котов и кошек, пятьдесят из которых были породистыми персидскими и ангорскими (согласно другим источникам, общее количество кошек не превышало пятидесяти, а на момент смерти хозяйки составило 32). Специальный штат слуг, следивших за домом, ухаживал и за животными. Картина была закончена в марте 1893 года, её заказчица скончалась от воспаления лёгких в том же году, 2 декабря 1893 года. Существует легенда, что в своём завещании она оставила 500 тысяч долларов своей дальней родственнице с тем, чтобы та присматривала за питомцами после её смерти.
Джонсон заказала картину в 1891 году австрийскому художнику Карлу Калеру. Калер, недавно прибывший в США, до этого в течение семи лет работал в Австралии и Новой Зеландии, где, в основном, писал лошадей и сцены скачек. Прежде никогда не писавший кошек, он провёл почти три года в имении Джонсон за изучением их поз и повадок и рисованием эскизов. Были ли у него какие-то личные отношения с Кейт Джонсон — неизвестно. В качестве гонорара художник получил 5 тысяч долларов, кроме большого полотна им было написано ещё несколько работ — в частности, «портрет» кошки по кличке Её Величество. По завершении работы картина экспонировалась на Чикагской Всемирной выставке 1893 года, где «произвела сенсацию».
После смерти Джонсон, не имевшей детей и ещё до кончины мужа потерявшей приёмную дочь, её имущество было выставлено на аукцион, и картину в начале 1894 года приобрёл Эрнест Хакетт для своего арт-салона в Сан-Франциско. Этот Palace of Art Salon уничтожило землетрясение 1906 года. Картина осталась цела, тогда как её автор, художник Карл Калер, погиб во время катаклизма.
На протяжении XX века полотно неоднократно меняло своих владельцев. В 1940-х годах оно принадлежало супругам Джулиан, владельцам галереи Julian Art Galleries. Они выставляли картину по всей стране вместе с переездной выставкой кошек, в том числе в Нью-Йорке, в Мэдисон-сквер-гарден. Полотно пользовалось популярностью: в этот период было продано около 9 тысяч его репродукций.
В ноябре 2015 года на аукционе «Сотбис» картина была продана за 827 тысяч долларов частному покупателю из Лос-Анджелеса, причём из-за большого веса полотна пришлось соорудить специальную стену для его демонстрации в аукционном зале.